# Naturschutzgebiet Unteres Helletal
Das Naturschutzgebiet Unteres Helletal ist ein 34,2 ha großes Naturschutzgebiet (NSG) im Stadtgebiet von Winterberg westlich von Elkeringhausen. Das Gebiet wurde 2008 mit dem Landschaftsplan Winterberg durch den Hochsauerlandkreis als (NSG) ausgewiesen. Bereits 1992 war das Gebiet des heutigen NSG per Verordnung als Naturschutzgebiet Im Boden ausgewiesen worden. Das NSG gehört auch zum FFH-Gebiet Waldreservat Glindfeld-Orketal.

## Beschreibung
Das NSG umfasst insbesondere artenreiche Grünlandflächen im biotop- und strukturvielfältigen Talraum der unteren Helle und einige Waldbereiche, darunter Schluchtwald-Bereiche. Fast die Hälfte des Grünlandes wird von sehr blüten- und artenreichen Wiesen- und Feuchtgrünlandbiotopen eingenommen. Im Schutzgebiet liegen ausgedehnte Goldhaferwiesen. Es kommen im Grünland mehrere gefährdete Pflanzenarten wie Herbstzeitlose, Weicher Pippau, Trollblume und Schnabel-Segge vor. Im NSG fließt die naturnahe Helle. Die Helle ist öfter stark eingetieft mit einem 1,5 bis 3 m breiten, schotterigen Bachbett. Der Bach ist teils mäandrierend, lokal finden sich größere Uferanrisse. Die zumeist steil ausgebildeten Bachufer tragen einen brennnessel- und springkrautreichen Auebiotop- und strukturvielfältigerngehölzsaum aus Erlen und Weiden. Im westlichen, bewaldeten Abschnitt begleitet ein silberblattreicher Schluchtwaldsaum den Bach. Der Schluchtwald erstreckt sich auch auf den angrenzenden Südhang.
Das Landesamt für Natur, Umwelt und Verbraucherschutz Nordrhein-Westfalen (LANUV) dokumentiert zum Wert des NSG: „Besonders hervorzuheben sind die z.T. sehr blüten- und artenreichen Wiesen- und Feuchtgrünlandbiotope, die annähernd die Hälfte des Naturschutzgebietes einnehmen und mehrere gefährdete Pflanzenarten wie Weicher Pippau, Trollblume und Schnabel-Segge beherbergen. Der (bedingt) naturnahe Bachlauf sowie ein kleiner Schluchtwald erhöhen den Wert des Gebietes. Das NSG ist mit seinem hohen Anteil an wertvollen Wiesen und Nassgrünlandbiotopen von internationaler Bedeutung im Biotopverbundsystem von Grünlandbiotopen. Es bindet an den ebenfalls international bedeutsamen Auenkorridor des Orketales an.“

## Pflanzenarten im NSG

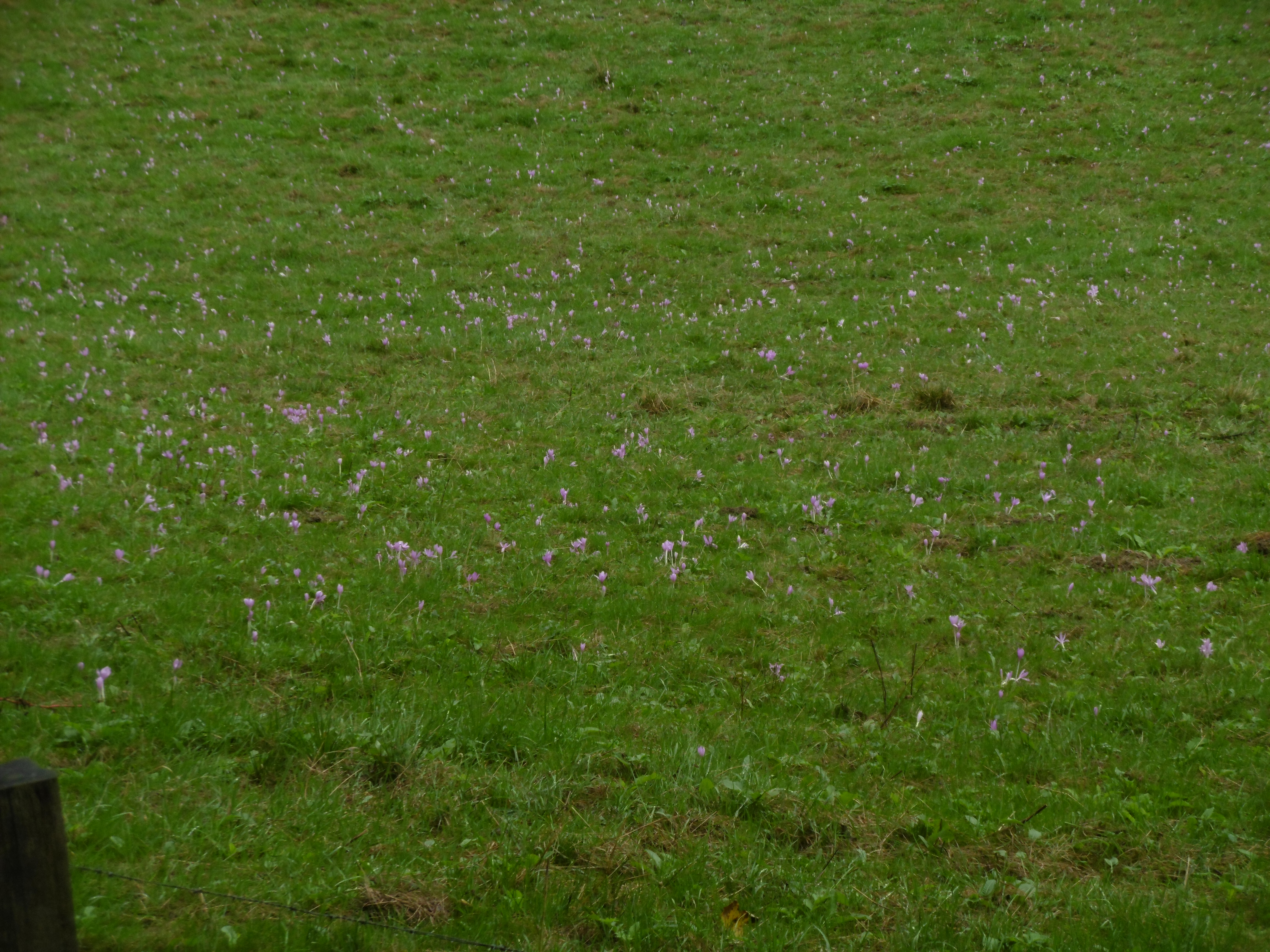
Herbstzeitlose-Bestand im NSG

Das LANUV dokumentierte im Schutzgebiet Pflanzenarten wie Acker-Witwenblume, Ährige Teufelskralle, Bach-Nelkenwurz, Bachbunge, Berg-Platterbse, Bitteres Schaumkraut, Braun-Segge, Breitblättrige Glockenblume, Breitblättriger Rohrkolben, Drüsiges Springkraut, Echtes Labkraut, Echtes Mädesüß, Echter Baldrian, Flutender Schwaden, Wald-Frauenfarn, Gamander-Ehrenpreis, Gegenblättriges Milzkraut, Gewöhnliche Goldnessel, Gewöhnliche Kreuzblume, Gewöhnliches Ferkelkraut, Gewöhnliche Pestwurz, Gewöhnlicher Dornfarn, Gras-Sternmiere, Großer Wiesenknopf, Großes Hexenkraut, Gänseblümchen, Hain-Sternmiere, Herbstzeitlose, Kleinblütiges Weidenröschen, Kleine Bibernelle, Kleiner Klappertopf, Kriechender Günsel, Kuckucks-Lichtnelke, Magerwiesen-Margerite, Mittlerer Wegerich, Mittleres Hexenkraut, Rohrglanzgras, Schlangen-Knöterich, Schnabel-Segge, Schwarze Teufelskralle, Skabiosen-Flockenblume, Sumpfdotterblume, Spitzlappiger Frauenmantel, Sumpf-Pippau, Sumpf-Schachtelhalm, Sumpf-Storchschnabel, Sumpf-Vergissmeinnicht, Trollblume, Wald-Engelwurz, Waldsauerklee, Wald-Schwingel, Wald-Storchschnabel, Wald-Ziest, Wasser-Schwaden, Weißes Labkraut, Wiesen-Bocksbart, Wiesen-Bärenklau, Wiesen-Flockenblume, Wiesen-Goldhafer, Wiesen-Kerbel, Wiesen-Pippau, Wiesen-Schafgarbe, Wildes Silberblatt, Wolliges Honiggras, Zaun-Wicke und Zweizeilige Segge.

## Schutzzweck
Das Naturschutzgebiet wurde zur Erhaltung und Entwicklung des Grünlandtales und als Lebensraum gefährdeter Tier- und Pflanzenarten ausgewiesen. Wie bei anderen Naturschutzgebieten in Deutschland wurde in der Schutzausweisung darauf hingewiesen, dass das Gebiet „wegen der landschaftlichen Schönheit und Einzigartigkeit“ zum Naturschutzgebiet wurde.